# Boris Wladimirowitsch Derjagin
Boris Wladimirowitsch Derjagin (russisch Борис Владимирович Дерягин, englische Transkription Boris Vladimirovich Derjaguin oder Derjagin; * 27. Julijul. / 9. August 1902greg. in Moskau; † 16. Mai 1994 ebenda) war ein russischer Chemiker und Physiker. Er ist vor allem bekannt für seine grundlegenden Beiträge zur Chemie von Kolloiden und Oberflächen.

## Leben und Werk
Derjagin wurde 1935 Professor und leitete von 1936 bis zu seinem Tod ein eigenes Labor für Oberflächenphysik und die Abteilung Sorptionsprozesse im Institut für Physikalische Chemie der Sowjetischen Akademie der Wissenschaften in Moskau.
Er ist bekannt für die DLVO-Theorie (benannt nach Derjagin, Lew Landau, Evert Verwey, Theodoor Overbeek) der Wechselwirkung geladener Oberflächen in Flüssigkeiten, zum Beispiel zur Beschreibung von kolloidalen Dispersionen und ihrer Instabilität, wie sie ursprünglich Landau und Derjagin 1941 entwickelten, oder dünnen flüssigen Filmen.
Die Derjagin-Näherung (1934) ermöglicht die Rückführung der Wechselwirkung genügend großer sphärischer Teilchen auf diejenige bei ebenen Oberflächen.
1956 lieferte er eine experimentelle Bestätigung des Casimir-Effekts mit I. I. Abrikosowa und Jewgeni Lifschiz. 1958 gelang dies auch Marcus Sparnaay.
Ebenfalls 1956 (mit Boris Wladimirowitsch Spizyn, englische Transkription: Boris Vladimirovich Spitsyn) schlug er die Synthese von Diamanten durch Gasabscheidung vor, was damals nicht weiter beachtet wurde. Er verfolgte die Forschung weiter und führte erfolgreiche Experimente durch (1967), die aber bis zu einer sowjetischen Konferenz 1971 auch im Westen kaum Beachtung fanden. Seine Verwicklung in die Polywasser-Forschung trug in den USA dazu bei, dass Forschung auf diesem Gebiet in den USA keine Förderung fand.
In den 1970er Jahren entwickelte er die DMT-Theorie der Adhäsion elastischer Körper (nach Derjagin, V. Muller, Y. Toporov; Akronym), die er energisch gegen die JKR-Theorie von K. L. Johnson, K. Kendall und A. D. Roberts verteidigte. Das führte zur Entwicklung von Kriterien für die Anwendbarkeit jeweils einer der beiden Theorien  durch D. Tabor und D. Mauguis.
Von 1962 bis 1973 war er an der Polywasser-Forschung beteiligt und präsentierte Ergebnisse über anomales Wasser (wie er es nannte) 1966 in England. Er distanzierte sich jedoch später davon und schrieb die Effekte Verunreinigungen zu. Sein Ruf litt unter der Beteiligung an der Polywasser-Forschung.
Er befasste sich auch mit der Theorie der Thermophorese und -osmose.
In der Diskussion um die Kalte Fusion zeigte er 1989, dass Stoßwellen in Titan- und Palladium-Metallkörpern, die mit Deuterium gesättigt waren, auch Neutronen freisetzen konnten.
Er war Mitglied der Sowjetischen Akademie der Wissenschaften (korrespondierendes Mitglied seit 1946, Vollmitglied 1992) und seit 1974 der Leopoldina. 1958 erhielt er den Lomonossow-Preis und 1991 den Staatspreis der UdSSR.
Viele Jahre gab er die russische Zeitschrift Коллоидный журнал (dt. „Kolloid-Journal“; ISSN 0023-2912) heraus.

## Schriften
- The force between molecules. In: Scientific American. Juli 1960.
- mit B. Fedoseev: Synthesis of Diamonds at low pressure. In: Scientific American. November 1975.
- Superdense Water. In: Scientific American. November 1970.